# Кам'янська телевежа
Ка́м'янська телеве́жа — суцільнометалева просторова ґратована телевізійна вежа у селі Кам'янське Арцизького району Одеської області. Спорудження телевежі було завершене в 1965 році. Висота вежі разом з антенами становить 196 метрів, висота верхнього майданчика — 180 метрів. Наразі з вежі є мовлення 4-х цифровових мультиплексів, аналогового телебачення (2 потужних передавача та 2 передавача середньої потужності) та радіо (УКХ та FM). Телевежа обслуговує південно-західну частину Одеської області, зокрема Арциз та Арцизький район, Кілію, Вилкове, частини Болградського, Ізмаїльского, Саратського та Тарутинського районів.
Вежа побудована за типовим проєктом 3803-КМ (34084-КМ). До висоти 155 метрів — пираміда с переломами поясів на 32 и 64 метрах. Далі призма базою 1,75х1,75 метри висотою 25 метрів. Верхній майданчик 2,5х2,5 метра на відмітці 180 метрів и труба для турникетної антени.
За цим проєктом побудовані, і тому однакові, наступні вежі: Андріївська (Черняхівська), Білопільська, Донецька, Івано-Франківська, Кам'янська, Кропивницька, Луганська, Львівська, Одеська, Подільська, Черкаська, Чернівецька і ряд інших.